# Coppa Italia 2011-2012 (hockey su ghiaccio)
La Coppa Italia 2011-2012 di hockey su ghiaccio è la 16ª edizione del trofeo.

## Formula
Al tabellone principale accedono 4 squadre, le prime quattro classificate al termine del primo girone di andata e ritorno di serie A.
Le squadre si incontrano in un'unica sede per semifinali e finali, giocate in due giorni consecutivi (la cosiddetta final four); in semifinale gli accoppiamenti vedranno scontrarsi la prima classificata con la quarta e la seconda con la terza; le due vincitrici si scontreranno il giorno successivo nella finale. Per il quarto anno consecutivo, ad ospitare la final four sarà il Palaonda di Bolzano, il 14 e 15 gennaio 2012.

## Qualificazione
Al 26 novembre, ultima giornata del primo girone di ritorno, alla classifica finale mancava ancora il recupero della 18ª giornata tra l'Alleghe HC e l'Asiago Hockey AS, partita rimandata a causa dell'impegno degli asiaghesi in Continental Cup. La partita è stata recuperata il successivo 13 dicembre, ed è risultata decisiva per la determinazione della classifica.

### Classifica
|  | Pos. | Squadra          | Pt | G  | V  | VOT | POT | P  | GF | GS | DR  |
|  | ---- | ---------------- | -- | -- | -- | --- | --- | -- | -- | -- | --- |
|  | 1.   | Bolzano          | 37 | 18 | 11 | 2   | 0   | 5  | 57 | 36 | +21 |
|  | 2.   | Val Pusteria     | 36 | 18 | 11 | 1   | 1   | 5  | 64 | 39 | +25 |
|  | 3.   | Cortina          | 36 | 18 | 10 | 2   | 2   | 4  | 64 | 46 | +18 |
|  | 4.   | Alleghe          | 29 | 18 | 7  | 3   | 2   | 6  | 59 | 58 | +1  |
|  | 5.   | Fassa Falcons    | 26 | 18 | 7  | 2   | 1   | 8  | 42 | 52 | -10 |
|  | 6.   | Asiago           | 24 | 18 | 5  | 3   | 3   | 7  | 53 | 55 | -2  |
|  | 7.   | Pontebba         | 23 | 18 | 7  | 1   | 3   | 7  | 47 | 56 | -9  |
|  | 8.   | Valpellice       | 20 | 18 | 5  | 1   | 3   | 9  | 52 | 65 | -13 |
|  | 9.   | Ritten-Renon     | 19 | 18 | 5  | 1   | 2   | 10 | 46 | 64 | -18 |
|  | 10.  | Vipiteno Broncos | 17 | 18 | 4  | 2   | 1   | 11 | 38 | 61 | -23 |

Legenda:

      Ammesse alla Coppa Italia
Note:

Tre punti a vittoria, due punti a vittoria dopo overtime o rigori, un punto a sconfitta dopo overtime o rigori, zero a sconfitta.

## Tabellone
|  | Semifinali | Semifinali   | Semifinali |         |    | Finale  | Finale | Finale |  |
|  |            |              |            |         |    |         |        |        |  |
|  | 1          | Bolzano      | 1          |         |    |         |        |        |  |
|  | 1          | Bolzano      | 1          |         |    |         |        |        |  |
|  | 4          | Alleghe      | 0          |         |    |         |        |        |  |
|  | 4          | Alleghe      | 0          |         | 1  | Bolzano | 3      |        |  |
|  |            |              |            |         | 1  | Bolzano | 3      |        |  |
|  |            |              | 3          | Cortina | 4‡ |         |        |        |  |
|  | 2          | Val Pusteria | 3          | Cortina | 4‡ | 1       |        |        |  |
|  | 2          | Val Pusteria |            |         |    |         |        |        |  |
|  | 3          | Cortina      | 2†         |         |    |         |        |        |  |

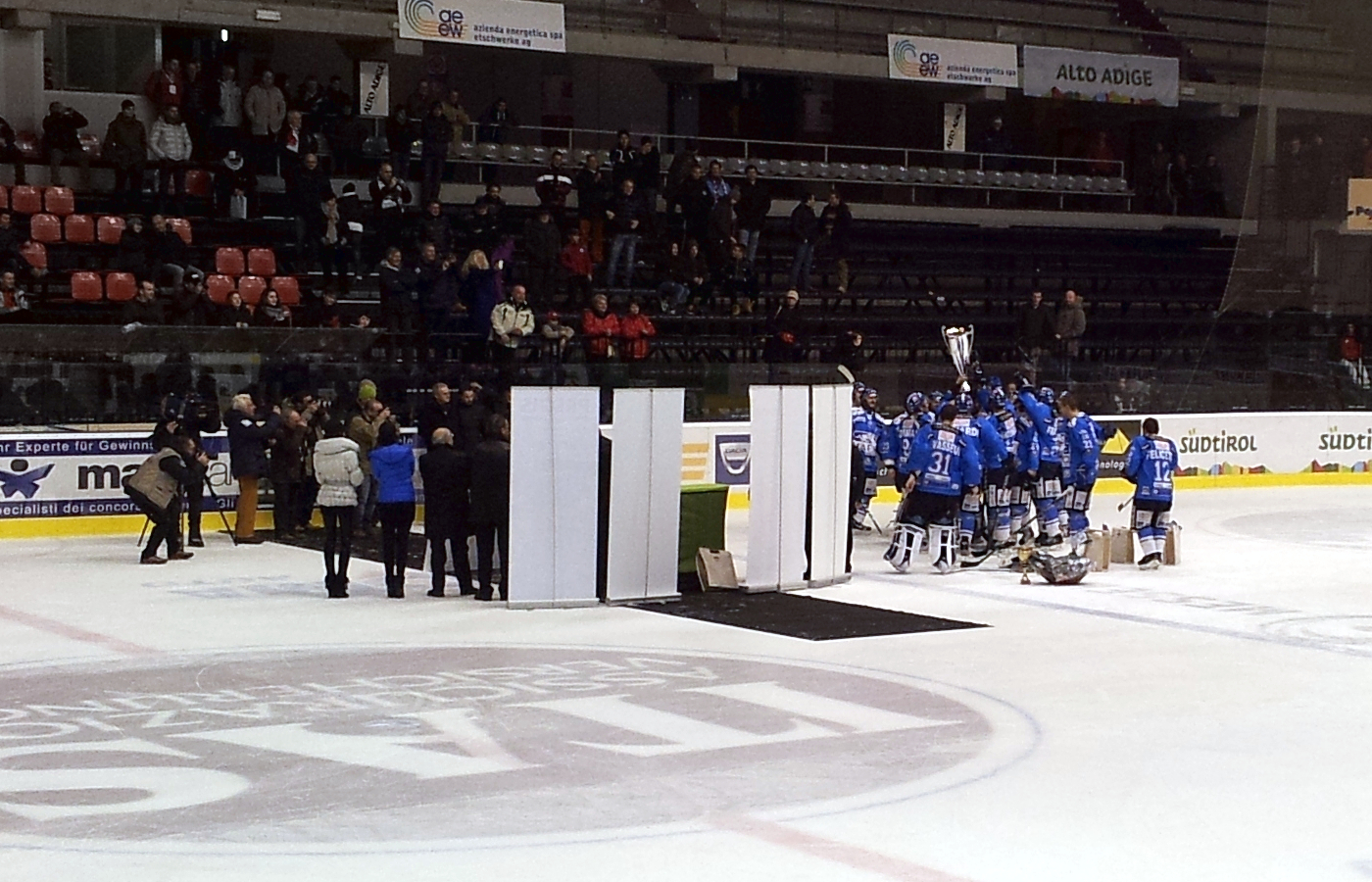
Lo Sportivi Ghiaccio Cortina solleva la Coppa Italia 2011-2012

†: partita terminata ai tempi supplementari
‡: partita terminata ai tiri di rigore

### Semifinali
| Arbitri: | Glauco Colcuc Luca Cassol |

|                                            |           |                                                                        |
| M. Oberrauch (D. Ling, G. Scandella) 58:20 | Marcatori | 59:25 R. Menei (C. Fraser, L. Felicetti) 63:21 M. Isherwood (F. Adami) |

| Arbitro: | Daniel Gamper |

|                                           |           |  |
| J. Knackstedt (J. Meyers, A. Egger) 31:07 | Marcatori |  |

### Finale
| Arbitri: | Karel Metelka Claudio Pianezze |

| |                | |
| M. McCutcheon (A. Bernard, D.K. Edwardson) 41:44 M. Sharp (S. Giliati, J. Meyers) 45:21 M. Insam (S. Zisser, C. Walcher) 56:02 | Marcatori      | 02:00 F. Adami (A. Moser) 22:44 R. Menei (L. Zanatta, M. Isherwood) 59:47 C. Fraser (J. Johansson) |
| J. Knackstedt M. Sharp | Shootout 0 – 2 | R. Menei F. Adami J. Johansson                                                                     |

## Verdetti
- Vincitrice Coppa Italia:  Sportivi Ghiaccio Cortina

| Campioni della Coppa Italia 2011-2012 SG Cortina | Portieri: Jean-Philippe Levasseur, Renè Baur Difensori: David Bowman, Luca Zandonella, Mark Isherwood, Luca Zanatta, Jan Öberg Attaccanti: Curtis Fraser, Giorgio De Bettin (C), Ryan Menei, Rob Hennigar, Luca Felicetti, Jonas Johansson (A), Andrea Baldo, Francesco Adami, Denis Soravia, Christian Menardi (A), Andrea Moser Staff Tecnico: Stefan Mair (Allenatore) |